# Oficerska Szkoła Korpusu Bezpieczeństwa Wewnętrznego

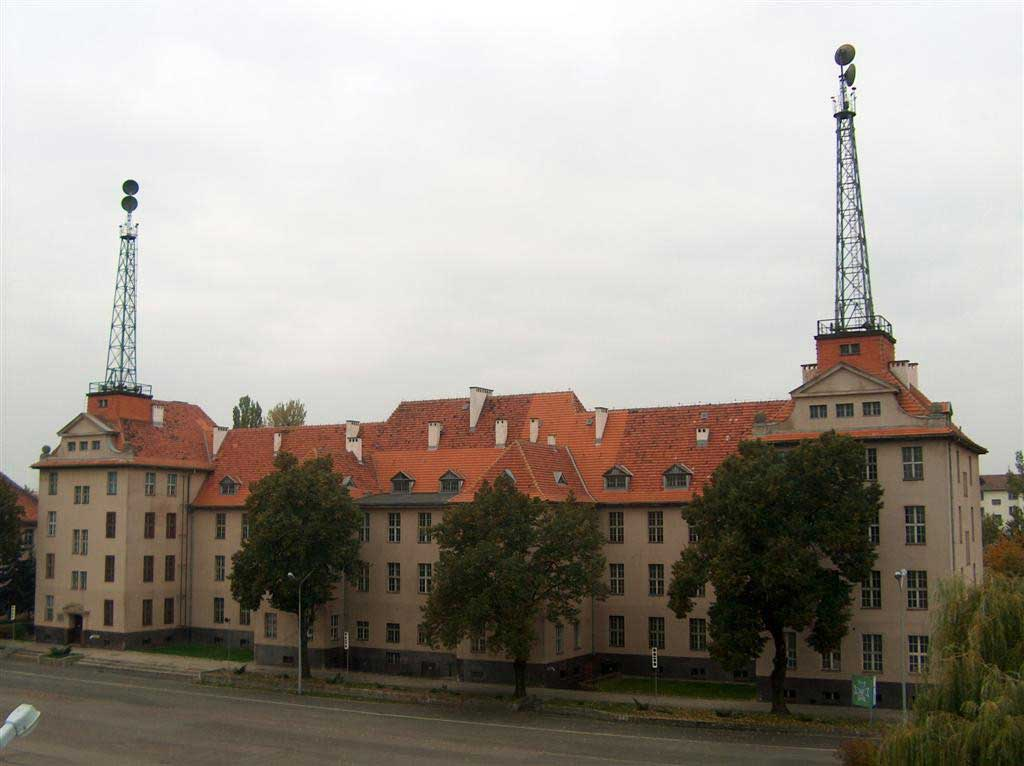
W tych koszarach funkcjonowała szkoła

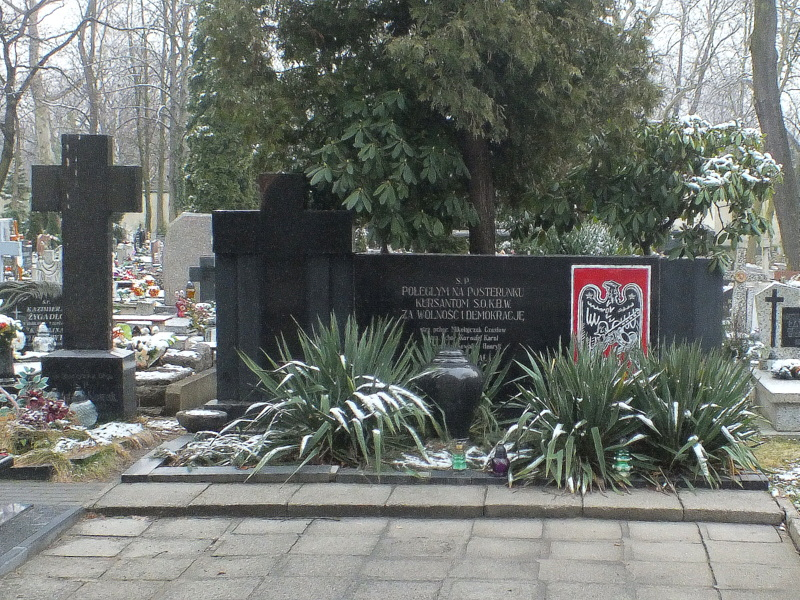
Grób żołnierzy OS KBW na cmentarzu komunalnym w Legnicy

Oficerska Szkoła Korpusu Bezpieczeństwa Wewnętrznego im. Marcelego Nowotki (OS KBW) – szkoła wojskowa kształcąca kandydatów na oficerów Korpusu Bezpieczeństwa Wewnętrznego w latach 1946–1966.

## Historia
Szkoła utworzona została w listopadzie 1945 w Legnicy na bazie Centrum Wyszkolenia Korpusu Bezpieczeństwa Wewnętrznego. Jej zadaniem było przygotowywanie kadry oficerskiej dla potrzeb jednostek KBW. W strukturze szkoły znajdowała się kompania kadetów KBW, którą w 1948 przeniesiono do Warszawy i przemianowano na Korpus Kadetów KBW. Patronem szkoły był Marceli Nowotko.
Szkoła funkcjonowała do 1965 roku, kiedy to nastąpiło przekształcenie Korpusu Bezpieczeństwa Wewnętrznego w Wojska Obrony Wewnętrznej, stanowiące część systemu obrony terytorialnej kraju. W koszarach, w których stacjonowała utworzono Podoficerską Szkołę Zawodową Wojsk Łączności.  

## Struktura szkoły (1954)
- komenda
- wydział ogólny
- dyrektor nauk
  - cykl polityczny
  - cykl taktyki ogólnej
  - cykl ogniowy
- batalion podchorążych
- batalion kursu oficerów rezerwy
- kurs doskonalenia oficerów

## Kadra i słuchacze OS KBW
- ppłk Szabanow (komendant)[4]
- płk Jósef Kamiński (komendant)[4]
- ppłk Jurkowski (komendant)[4]
- ppłk Michał Kubaszek (komendant)
- Telesfor Kuczko (dyrektor nauk 1948-1949)
- Zdzisław Ostrowski (promocja 1952)
- Jan Siuchniński